# (6780) Borodin
(6780) Borodin est un astéroïde de la ceinture principale.

## Description
(6780) Borodin est un astéroïde de la ceinture principale. Il fut découvert le 2 mars 1990 à La Silla par Eric Walter Elst. Il présente une orbite caractérisée par un demi-grand axe de 2,25 UA, une excentricité de 0,18 et une inclinaison de 4,9° par rapport à l'écliptique.
Cet astéroïde est nommé en hommage au compositeur russe Alexandre Borodine.

## Compléments